# جيفري مالكولم جاثورن-هاردي
جيفري مالكولم جاتورن- هاردي، الذي عُرف باسم جي إم جاثورن هاردي (28 يناير 1878 - 7 يناير 1972) كان جنديًا إنجليزيًا وكاتبًا ومتخصصًا في اللغة الإسكندنافية.

## حياته
جيفري مالكولم جاتورن هاردي هو ابن النائب المحافظ ألفريد جاتورن هاردي وأمه إيزابيلا لويزا مالكولم. تلقى تعليمه في كلية إيتون وكلية نيو كوليج في أكسفورد، حيث كان رئيسًا لاتحاد أكسفورد في عام 1899. قاتل في حرب البوير الثانية، وفقد إصبعه. تم استدعاؤه إلى نقابة المحامين عام 1903، وكان في النرويج عام ١٩٠٥ عندما حصلت البلاد على استقلالها، وتعلم اللغة النرويجية بالإضافة إلى القليل من اللغة الدنماركية والأيسلندية. في عام ١٩١٠ سافر مع هيسكث هيسكث بريتشارد من «ناين، نيوفاوندلاند ولابرادور» إلى بحيرة البيت الهندي على نهر جورج، وساهم بكتابة فصل عن الصيد في كتاب Prichard's Through trackless Labrador عام ١٩١١.
في عام ١٩١٤، تزوج من إليانور كاثلين جوشن، أخت آرثر جوشين. .
فقد جاتورن هاردي إحدى قدميه في الحرب العالمية الأولى حيث ورد اسمه في الإرساليات وحصل على وسام الصليب العسكري  وحصل أيضا على وسام عسكري بلجيكي يدعى «صليب الحرب» تكريما له. في عام 1921، نشر مناقشة وترجمة كتاب «مكتشفو أمريكا الإسكندنافية». كان جاتورن هاردي عضواً مؤسساً في تشاتام هاوس إلى جانب توليه منصب السكرتير الفخري مع ليونيل كيرتس منذ عام 1922. ومن عام 1923 إلى عام 1928 كان أمين مكتبة مساعد في مجلس اللوردات. في الحرب العالمية الثانية عمل على الدعاية النرويجية وعمل كمندوب غير رسمي للحكومة النرويجية في بلاد المنفى،  وحصل لاحقاً على وسام القديس أولاف والدكتوراه الفخرية من جامعة أوسلو. 
بعد الحرب نشر كتابه «المحتال الملكي» عام 1956 والذي ناقش فيه فكرة إن الملك «سفير» لم ينحدر من سلالة ملكية، كما نشر بعض الترجمات للشعر النرويجي والدنماركي والأيسلندي وترجمة شعرية لتراجيدية «براند» من تأليف هنريك إبسن.

## أعماله
- ترجمة كتاب المكتشفون الإسكندنافيون في أمريكا (حكايات وينلاند) أكسفورد: مطبعة كلارندون 1921.
- النرويج عام 1925.
- ترجمة قصائد هنريك ويرجلاند بالاشتراك مع جثرو بيثيل عام 1929
- النقاط الأربعة عشر ومعاهدة فرساي أكسفورد: مطبعة كلارندون 1929. (كتيبات أكسفورد حول الشؤون العالمية).
- النرويج والحرب، لندن: مطبعة جامعة أكسفورد 1941، (كتيبات أكسفورد عن الشؤون العالمية)
- تاريخ قصير للشؤون الدولية (1920-1939، 1942)
- المحتال الملكي، ملك النرويج (سفير) 1956.
- ترجمة تراجيدية (براند) التي كتبها هنريك إبسن 1966.

## روابط خارجية
Works by or about Geoffrey Malcolm Gathorne-Hardy